# Apollon Smyrnis
Apollon Smyrnis (gr. Απόλλων Σμύρνης), właśc. Jimnastikos Silogos Apolon Smyrnis PAE (gr. Γυμναστικός Σύλλογος Απόλλων Σμύρνης ΠΑΕ) – grecki klub piłkarski z siedzibą w Atenach. Apollon jest najstarszym greckim klubem sportowym.

## Historia
Jimnastikos Silogos Apolon Smyrnis został założony w 1890 w Smyrnie (tak wówczas nazywał się turecki Izmir). Po przegranej wojnie z Turcją, greccy imigranci przenieśli klub do Aten. W 1924 klub wygrał Mistrzostwa Aten. W latach 1924–1958 nieprzerwanie uczestniczył w Mistrzostwach Aten, które czterokrotnie wygrał w 1924, 1938, 1948 i 1958. W 1959 klub przystąpił do utworzonych rozgrywek Alpha Ethniki. Apollon występował w Alpha Ethniki przez kolejne 10 lat aż do spadku w 1959.
Najwyższym miejscem wywalczonym przez Apollon było 3. w 1962. W latach 1969–1975 klub trzykrotnie spadał i wracał do Alpha Ethniki. Po ostatnim awansie w 1975 Apollon zadomowił się na 12 lat w I lidze, jednakże zajmował w niej miejsca w dolnych rejonach tabeli. Lata 90. to dobry okres w historii Apollonu. W 1995 i 1996 klub zajmował 4. miejsce w lidze. Dzięki temu w 1995 klub wystąpił w Pucharze UEFA. W rundzie wstępnej klub odpadł ze słoweńskim klubem NK Olimpija Lublana. W Atenach po bramce Albańczyka Bledara Koli Apollon wygrał 1-0. W rewanżu Apollon szybko objął prowadzenie po bramce Koli, jednak dwie bramki stracone w końcówce spotkania spowodowały odpadnięcie z rozgrywek. W 2000 klub spadł do Beta Ethniki, a w 2004 spadek do Gamma Ethniki. Dno Apollon osiągnął w latach 2007−2010, kiedy to grał w Delta Ethniki (4 liga). Od 2010 Apollon występuje w trzeciej lidze, która teraz nosi nazwę Football League 2.

## Sukcesy
- mistrzostwa Grecji:
  - wicemistrzostwo (2): 1937/1938, 1947/1948
- Puchar Grecji:
  - finał (1): 1995/1996
- Mistrzostwa Aten:
  - mistrzostwo (4): 1924, 1938, 1948, 1958
- II liga:
  - mistrzostwo (5): 1969/1970, 1972/1973, 1974/1975, 2012/2013, 2016/2017
- 37 sezonów Superleague Ellada: (1959–1969, 1970–1972, 1973–1974, 1975–1987, 1988–2000, 2013–2014, od 2017).

## Europejskie puchary
Legenda do wszystkich tabel:
- Q – runda eliminacyjna, 1/16, 1/8, 1/4, 1/2 – odpowiednia faza rozgrywek, Grupa – runda grupowa, 1r gr – pierwsza runda grupowa, 2r gr – druga runda grupowa, F – finał, R – runda, PO – play-off
- k. – rzuty karne, los. – losowanie, Dogr. – dogrywka, w. – zasada bramek strzelonych na wyjeździe

| Sezon   | Rozgrywki   | Runda | Przeciwnik       | Dom | Wyjazd | Ogólnie |
| ------- | ----------- | ----- | ---------------- | --- | ------ | ------- |
| 1995/96 | Puchar UEFA | 1R    | Olimpija Lublana | 1–0 | 1–3    | 2–3     |

## Skład na sezon 2017/2018
| Nr | Poz. | Piłkarz                    |
| -- | ---- | -------------------------- |
| 1  | BR   | Ivan Čović                 |
| 2  | OB   | Janis Kontoes              |
| 4  | OB   | Michalis Kyrgias (kapitan) |
| 6  | PO   | Stawros Tsukalas           |
| 8  | OB   | Fonsi                      |
| 9  | NA   | Anthony Stokes             |
| 10 | PO   | Emmanuel Koné              |
| 11 | PO   | Darren Maatsen             |
| 12 | PO   | Sawwas Siatrawanis         |
| 13 | OB   | Jorgos Zisopulos           |
| 14 | NA   | Christos Albanis           |
| 15 | NA   | Eli Elbaz                  |
| 19 | PO   | Kostas Mendrinos           |

| Nr | Poz. | Piłkarz              |
| -- | ---- | -------------------- |
| 20 | NA   | Añete                |
| 21 | NA   | Gonzalo Castillejos  |
| 24 | OB   | Anastasios Papazoglu |
| 25 | OB   | Janis Statis         |
| 26 | PO   | Teodoros Katsaras    |
| 30 | PO   | Axel Juárez          |
| 55 | OB   | Aleksandros Kuros    |
| 77 | BR   | Huanderson           |
| 79 | PO   | Michalis Kalergis    |
| 82 | OB   | Sebastián Bartolini  |
| 84 | PO   | Enver Alivodić       |
| 88 | BR   | Dimitrios Tairis     |
| 90 | PO   | Didac Devesa         |